# Путешествие Зины и Кеши
«Путеше́ствие Зи́ны и Ке́ши» — анимационный сериал, созданный в 2011 году при участии украинской Одесской студии мультипликации по заказу МЧС России и направленный на ознакомление дошкольников с правилами безопасности жизнедеятельности. Режиссёр-мультипликактор — Юрий Гриневич, арт-директор — Олег Гей.

## Описание
В разных сериях повествуется о сестре Зине и брате Кеше, которым дядя Спасаев (озвучил Борис Быстров), являющийся сотрудником МЧС, помогает в сложных ситуациях и заодно объясняет, как действовать при возникновении чрезвычайной ситуации. Зина и Кеша узнают, как правильно реагировать на пожар, чрезвычайные ситуации на транспорте, в самолёте и т. д. В ходе своих приключений они встречают известных личностей, таких как Михаил Боярский, Василий Ливанов, Олег Табаков или Дима Билан, в виде мультяшных камео и также помогают им в экстренных ситуациях.
Мультфильмы также размещены на видеохостинге YouTube на отдельном канале Одесской киностудии. Среднее количество просмотров роликов про Зину и Кешу, по состоянию на второе полугодие 2019 года, составляет 299,4 тысячи.
По сообщению Одесской студии мультипликации, не все образы были приняты и использованы в мультсериале.

## Список эпизодов
Мультсериал состоит из 10 эпизодов. Например в антитеррористическом эпизоде «Зина, Кеша и террористы» за шестиминутное путешествие домой двое ребят оказываются захваченными в заложники на корабле и в самолёте, становятся свидетелями терактов в метро и собственном дворе. Исследователь С. А. Панюкова отмечает, что опасность окружающей действительности в ролике явно сконцентрирована и преувеличена.
| №  | Название                                | Сюжет |
| -- | --------------------------------------- | --- |
| 1  | Жаркое путешествие Зины и Кеши          | Зину и Кешу пригласили на Канарские острова на съёмки шоу о выживании. По пути они встречают дядю Спасаева и попадают в эпицентр нескольких пожаров в автобусе, метро, поезде, на корабле и в самолёте.                            |
| 2  | Как Зина и Кеша ехали в гости к бабушке | Зина и Кеша вместе с дядей Спасаевым едут в гости к бабушке. В дороге Спасаев рассказывает им о правилах поведения в случаях резкой остановки поезда или метро, наводнений и обвалов.                                              |
| 3  | Большое морское путешествие Зины и Кеши | По приглашению друга Зина и Кеша плывут на корабле в Америку. Дядя Спасаев рассказывает о правилах поведения при возникновении чрезвычайных ситуациях на корабле.                                                                  |
| 4  | Новогодние приключения Зины и Кеши      | Зина, Кеша и дядя Спасаев отправляются на Камчатку на концерт Надежды Кадышевой. В пути герои сталкиваются с трудностями из-за обильного выпадения снега и скользких дорог.                                                        |
| 5  | Как Зина и Кеша ехали на рыбалку        | Зина и Кеша вместе с папой и дядей Спасаевым едут на рыбалку. Машину несколько раз попадает в аварию, но благодаря советам дяди Спасаева все остаются целыми и невредимыми.                                                        |
| 6  | Как Зина и Кеша летели в Австралию      | Зина и Кеша летят к своему дяде в Сидней. В самолёте они встречают дядю Спасаева, который по пути обучает их технике безопасности в самолёте.                                                                                      |
| 7  | Путешествие Зины и Кеши в летний лагерь | Родители отправляют Зину и Кешу в летний лагерь. В поезде они встречают дядю Спасаева. В дороге поезд несколько раз по разным причинам экстренно останавливается, а Спасаев рассказывает детям, что нужно делать в этих ситуациях. |
| 8  | Приключения Зины и Кеши в метро         | Зина и Кеша отправляются к друзьям на вечеринку. В метро они несколько раз попадают в опасные ситуации, но им на помощь приходит дядя Спасаев.                                                                                     |
| 9  | Как Зина и Кеша отправились в круиз     | Зина, Кеша и дядя Спасаев отправляются в круиз по Средиземному морю. На лайнере происходит несколько происшествий, из которых детям помогают выбраться советы Спасаева.                                                            |
| 10 | Зина, Кеша и террористы                 | Зина и Кеша едут от дедушки домой. По пути он встречают дядю Спасаева и попадают в эпицентр нескольких терактов. |